# Syneta pilosa
Syneta pilosa är en skalbaggsart som beskrevs av Brown 1940. Syneta pilosa ingår i släktet Syneta och familjen bladbaggar. Inga underarter finns listade i Catalogue of Life.